# 컨버세이션 (2023년 영화)
《컨버세이션》(The Conversation)은 2023년에 개봉한 대한민국의 영화이다. 감독과 각본을 맡은 김덕중 감독의 두번째 장편 영화로 조은지, 박종환, 곽민규, 김소이, 송은지, 곽진무 등이 출연하였다.

## 줄거리
"남자 셋 & 여자 셋, 이들의 시시껄렁한 대화와 뼈 있는 농담!"
20대 후반 파리에서 함께 유학했던 은영, 명숙, 다혜. 오랜만에 불어로 대화를 시도하며 장난스레 추억을 끄집어내지만 현재 30대 후반이 된 이들은 사실 서로 다른 각자의 삶에 대해 고민하기 바쁘다. 한편 승진, 필재는 아파트 인근 공원에서 유모차를 끌며 빙빙 돈다. 과거를 물고 늘어지는 두 사람의 대화는 현재에 닿지 못하고 겉돌기만 할 뿐이다. 진실과 거짓말, 그리고 게임을 통한 티키타카 대화의 향연! 핑퐁 같은 이들의 대화는 늘 의도와 다른 결말을 향해 가는데…

## 캐스팅
- 조은지 : 은영 역
- 박종환 : 승진 역
- 곽민규 : 필재 역
- 김소이 : 명숙 역
- 송은지 : 다혜 역
- 곽진무 : 대명 역

## 공개
2021년 10월 9일 제26회 부산국제영화제에서 처음 공개되었다. 2023년 2월 23일 배급사 필름다빈을 통해 개봉 예정.

## 같이 보기
- 2023년 대한민국의 영화 목록